# Tånebro
Tånebro är en småort i Solberga socken i Skurups kommun på Söderslätt.
I byn finns en bro över Skivarpsån sedan lång tid tillbaka – år 1509 omnämns kvarnen som Tonnebro mølle vilket indikerar en befintlig bro. Tåne eller tånne är skånsk dialekt med betydelsen ”den blänkande”, i detta fall ”ån med det blänkande, gnistrande vattnet”.
Byn har haft vattenkvarn (Tånemölla) från år 1434. Kvarnen omnämns år 1765 av J. Lorents Gillberg: "Tonne qwarn uts. Frälse [=utsockne frälsehemman] 1/8 [mantal under] Marswinsholm".  
Ett numera nedlagt mejeri stod klart 1895, ett av de första i trakten. Förr fanns även handelsaffär med spannmåls- och trävaruförsäljning (tidigare fanns två affärer i byn), smedja, sadelmakeri, café och bageri, slakteri och köttförsäljning, småskola och storskola. Järnvägsstationen och poststationen låg vid den numera upprivna Trelleborg–Rydsgårds Järnväg. Banan öppnades 1895 men stationsbyggnaden stod klar först vid juletid 1896. När mejeriet började byggas kom det byggnadsmaterial (bland annat Lommategel med sin karakteristiska gula färg) med järnvägen redan innan stationen stod klar. Tånebro blev namnet på stationen och postadressen blev även den Tånebro. Folk på bygden använde dock namnet Tåne. Under årtiondet efter järnvägens ankomst tillkom det mesta av den bebyggelse vi ser i dag. Postadressen är numera Rydsgård.
Den bebyggelse som i dag kallas Tånebro ligger i socknarna Solberga (inkl. Tånemölla), Katslösa och Tingaröd, alltså på båda sidor av Skivarpsån. På Generalstabskartan av år 1864 är endast Tånemölla angivet. På den senare versionen av år 1916 är även Tånebro stn. utmärkt.

## Bilder

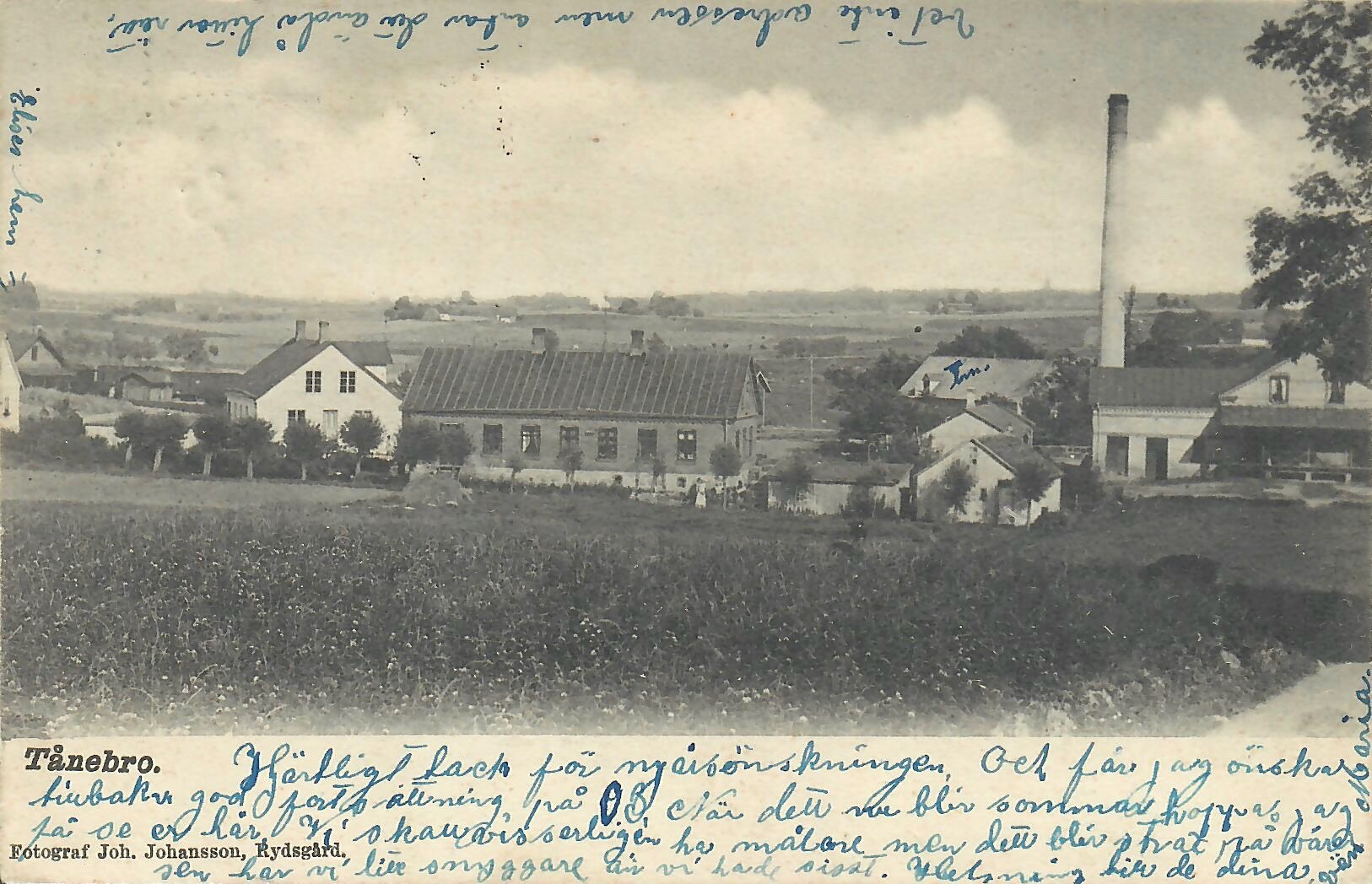
Tånebro sett från backen upp mot Solberga. Mejeriet till höger. Den stora byggnaden mitt i bilden var en lanthandel. Vykort poststämplat 25 januari 1903.
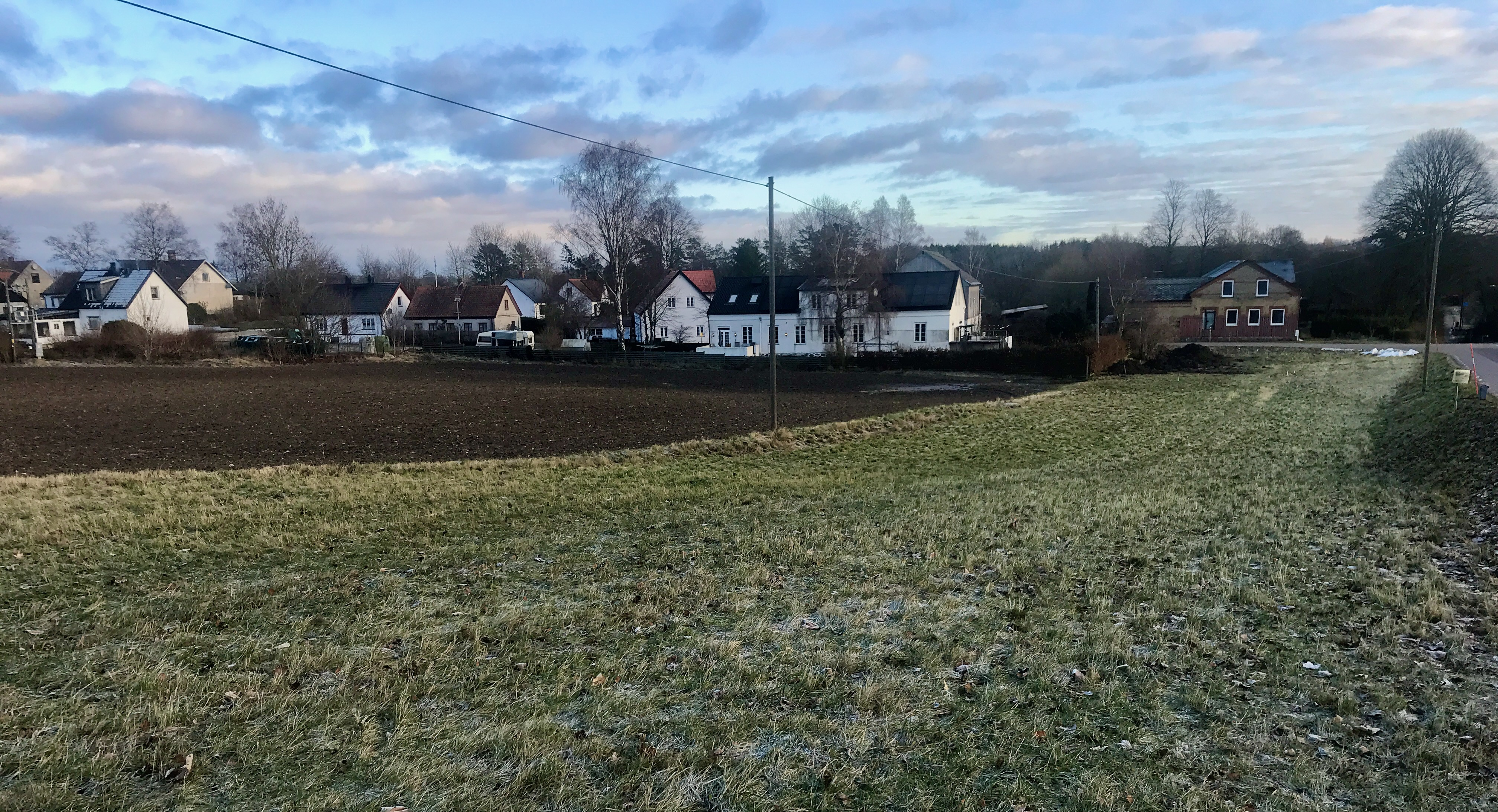
Tånebro sett från väster, backen upp mot Solberga. 14 december 2023.
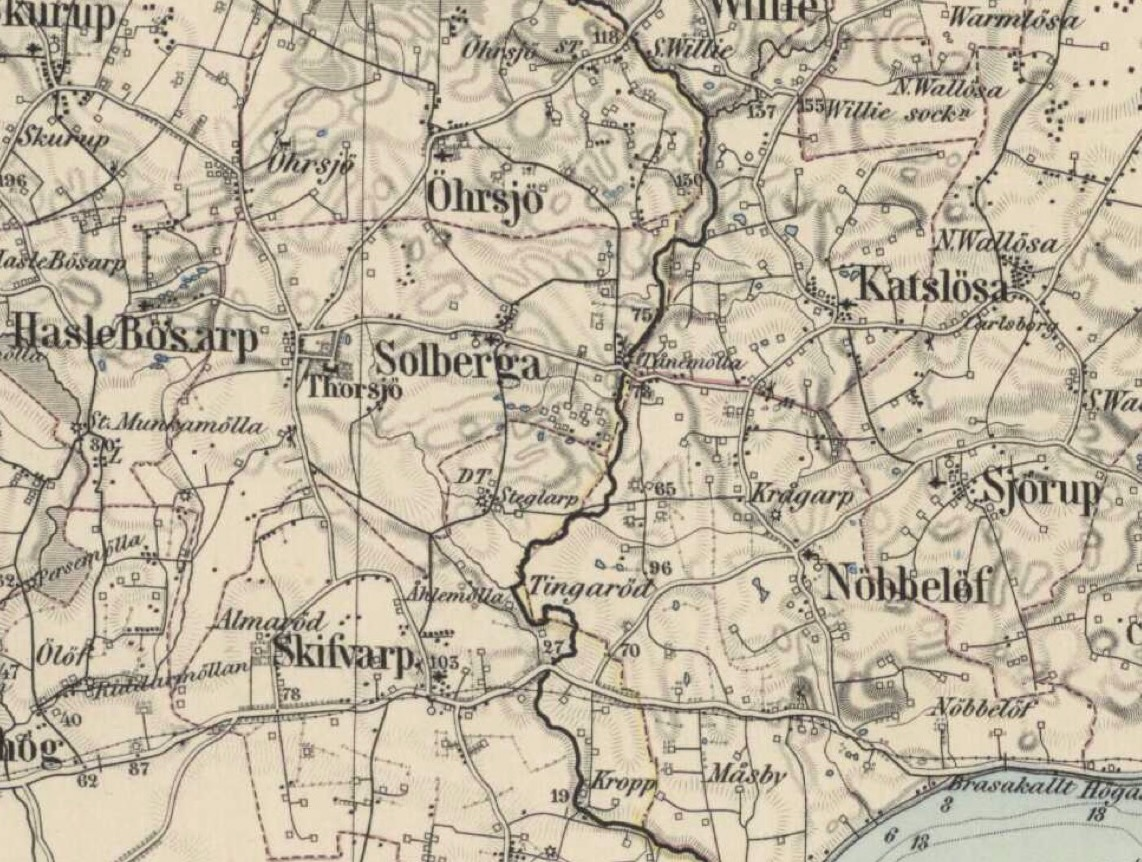
Utsnitt av Generalstabskartan år 1864.
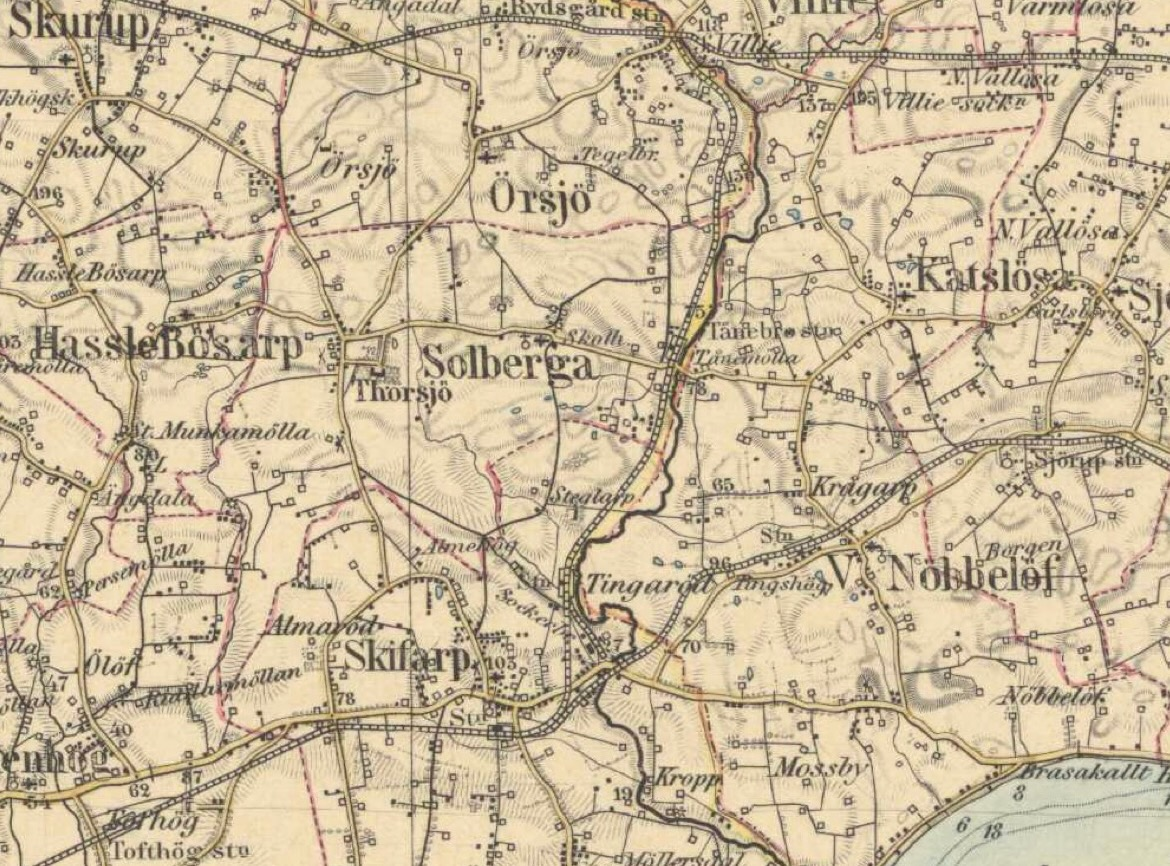
Utsnitt av Generalstabskartan år 1916